# Mons Brisiacus

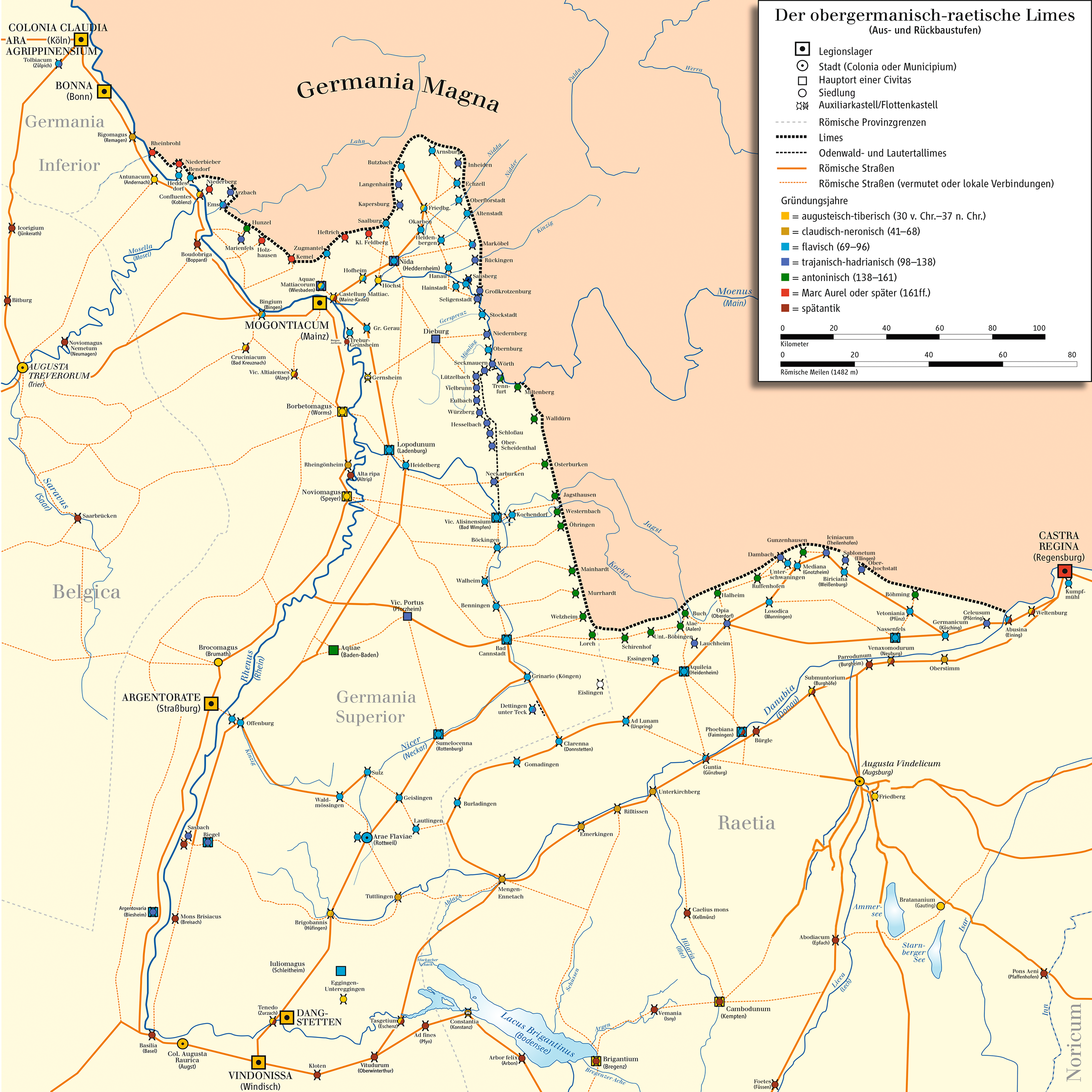
Lage des Kastells am Donau-Iller-Rhein-Limes (Rheinlinie)

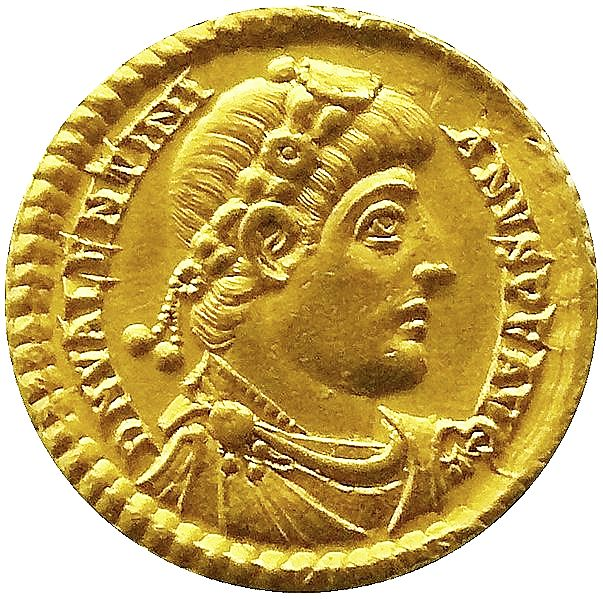
Solidus Valentinian I.

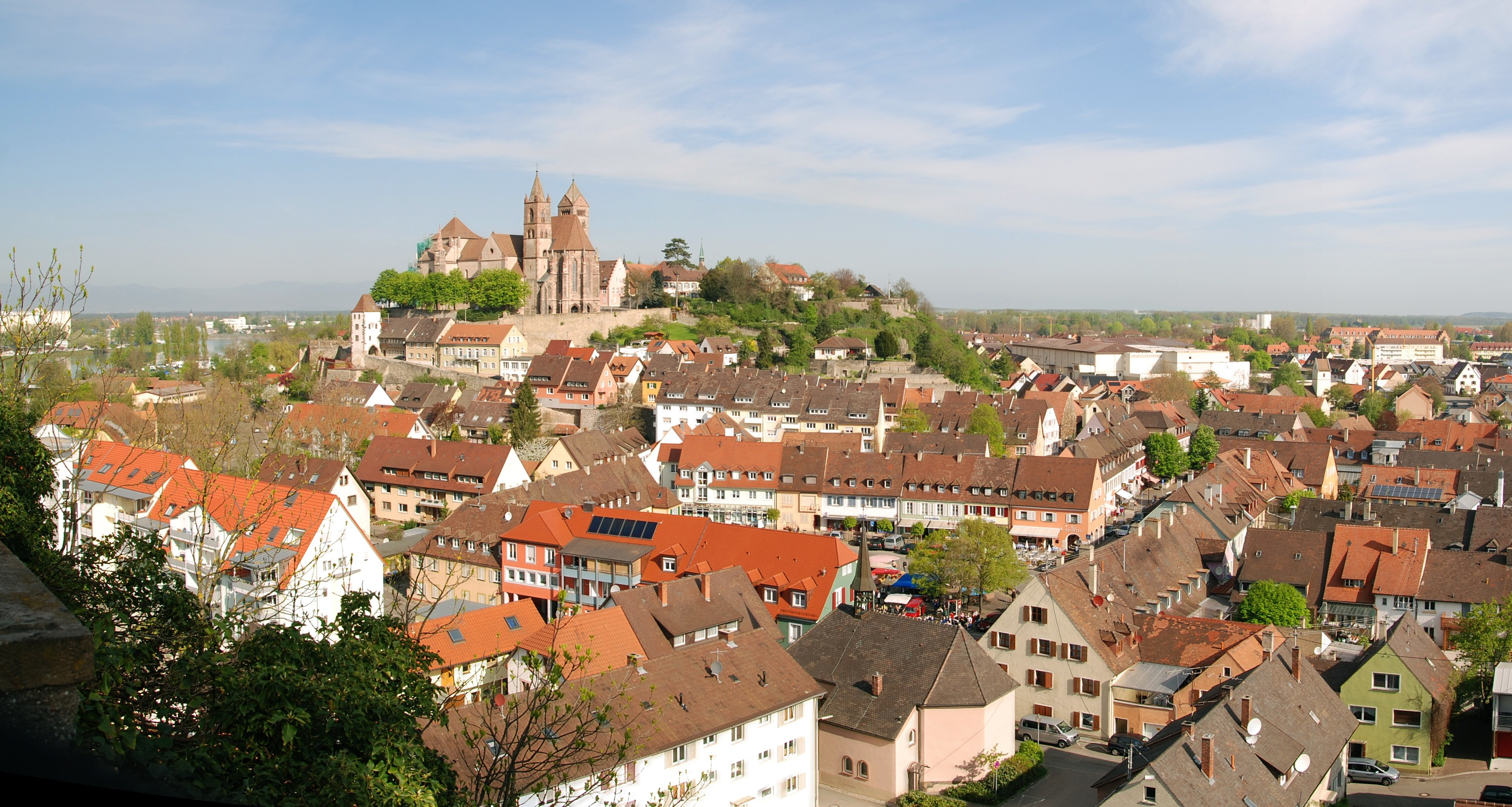
Der Münsterberg vom NO aus gesehen

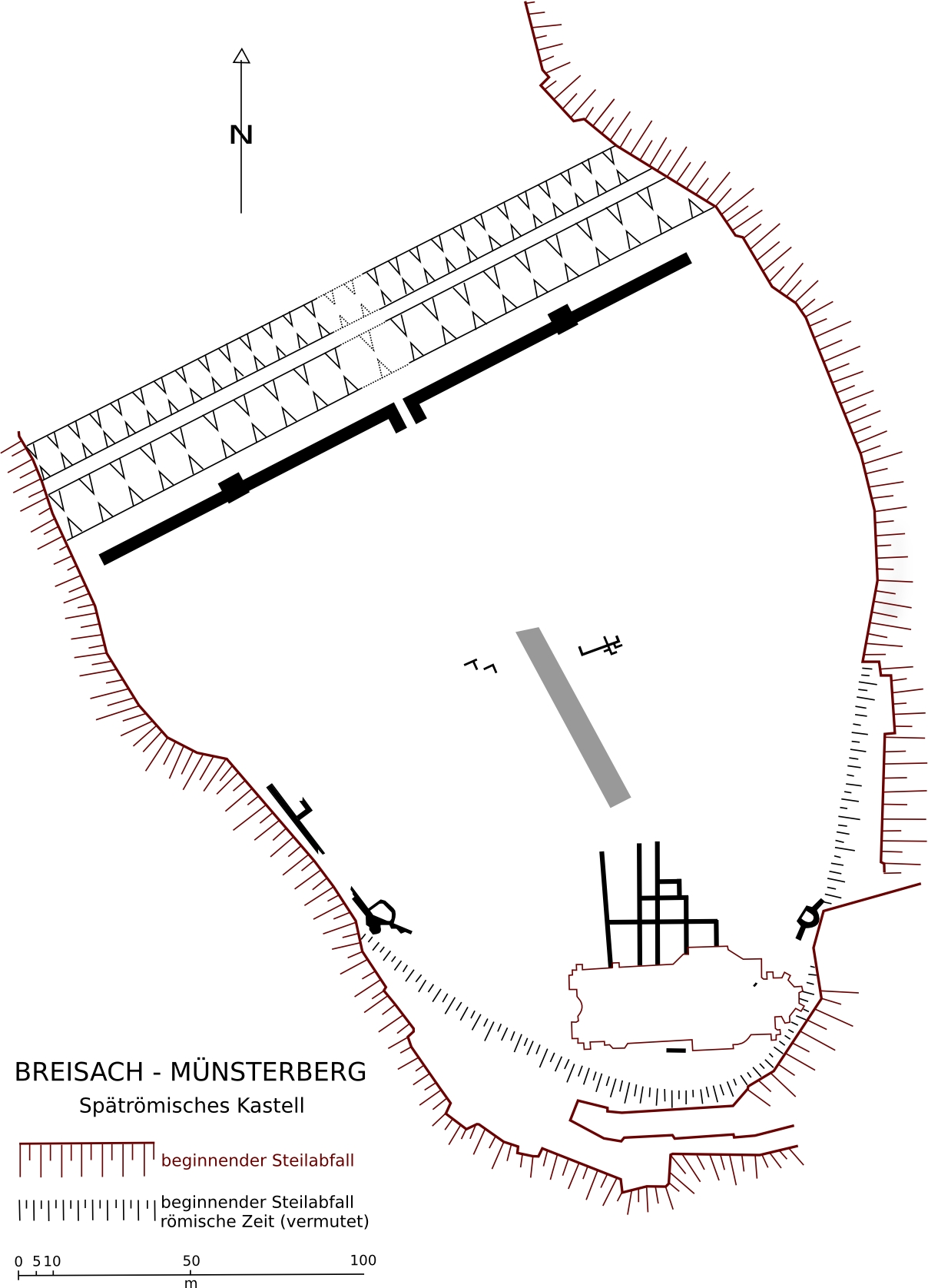
Befunde der spätrömischen Festung auf dem Münsterberg

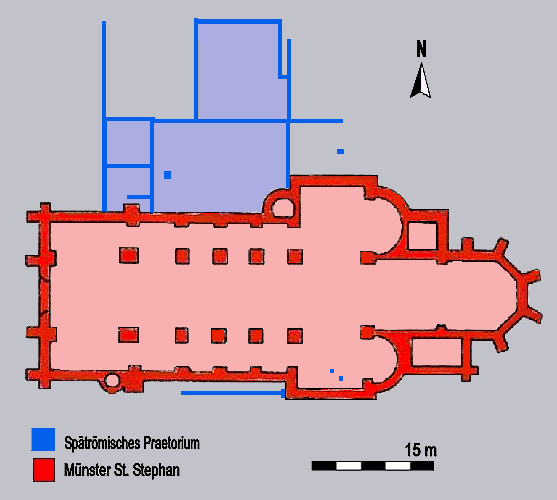
Befunde des Praetoriums unter dem Münster St. Stephan

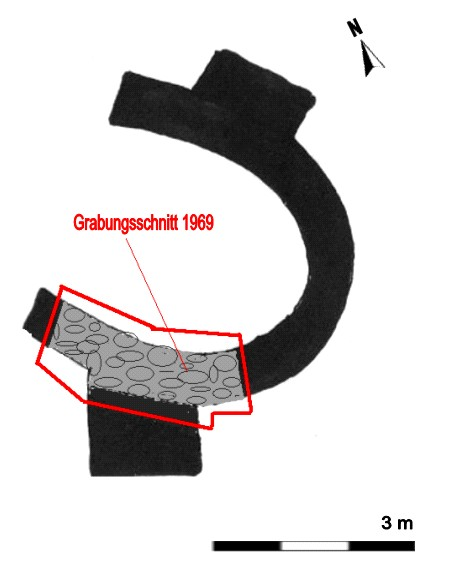
Befundskizze Ostturm nach Gerhard Fingerlin, 1969

Mons Brisiacus ist ein ehemaliges spätrömisches Kastell auf dem Gebiet der Stadt Breisach am Rhein im Landkreis Breisgau-Hochschwarzwald in Baden-Württemberg.
Das Lager war Teil der Kastellkette des Donau-Iller-Rhein-Limes im Abschnitt der römischen Provinz Maxima Sequanorum und vom 3. bis 4. Jahrhundert n. Chr. mit römischen Truppen belegt, die für die Überwachung der Reichsgrenze bzw. Straßenverbindungen zuständig waren. Es befand sich auf dem Plateau des Münsterberges und verfügte über ein repräsentatives Praetorium. In der zweiten Hälfte des 4. Jahrhunderts koordinierte Kaiser Valentinian I. von hier aus die Baumaßnahmen zur Verstärkung des Rheinlimes (ripa). Das Kastell wurde möglicherweise noch bis ins frühe Mittelalter als Fluchtburg genutzt.

## Lage
Der Breisgau befindet sich zwischen Oberrhein und Schwarzwald. Breisach selbst liegt vier Kilometer südwestlich des Kaiserstuhls, eines heute erloschenen Vulkans. Der Münsterberg ist geologisch der südöstliche Ausläufer des Kaiserstuhls. Er befindet sich am östlichen Ufer des Rheins, direkt an der deutsch-französischen Grenze, auf halbem Weg zwischen Colmar und Freiburg im Breisgau (ca. 20 Kilometer) und jeweils etwa 60 Kilometer nördlich von Basel und südlich von Straßburg. Die antike Topographie ist durch die mehrmalige Zerstörung der Stadt, der modernen Überbauung und der Anlage von Weingärten stark verändert worden.
Die natürlichen Gegebenheiten vor Ort sind hervorragend zur Anlage einer Höhenfestung geeignet. Der ca. 45 m hohe Münsterberg, auf dem das spätantike Kastell stand, ist ein über zwei Kilometer langer, an der West-, Ost- und Südseite steil aufragender Basaltfelsen. Lediglich die Nordseite fällt sanft zur Rheinebene ab und bot die einzige Zugangsmöglichkeit zu seinem Plateau. In der Antike wurde er noch an allen Seiten von zwei Rheinarmen umflossen. Liutprand von Pavia berichtet, dass der Münsterberg auch im 10. Jahrhundert noch wie eine Insel im Rhein lag. Der weitverzweigte Fluss bot zusätzlichen Schutz, da sich sein Verlauf nach jedem größeren Sommerhochwasser änderte. Dies fand erst ein Ende, als Johann Gottfried Tulla im frühen 19. Jahrhundert die Regulierung des Rheins in Angriff nahm.

## Name
Der antike Name von Breisach dürfte sich aus dem keltischen Personennamen *Brîsios mit Suffix -āko (> -acum) entwickelt haben. Mons Brisacus könnte sich auch auf die damalige Insellage des Münsterberges beziehen, bris = brechen bzw. brisinac „Wasserbrecher“ oder „der Felsenberg, an dem sich das Wasser bricht“.
In den antiken Quellen wird der Mons Brisiacus im
- Itinerarium Antonini (3. Jahrhundert) an drei Stellen erwähnt (Monte Brisiaco), im
- Codex Theodosianus, Erlass Valentinians I. von 369[3] und beim
- Geographen von Ravenna, der den Ort im 8. Jahrhundert als Brezecha bezeichnet.[4]

## Funktion
Nördlich des Mons Brisiacus befand sich in der Spätantike die Grenze zwischen den Provinzen Germania I und Maxima Sequanorum. Entlang dieser Grenze verlief eine wichtige Ost-West-Fernstraße, die aus Richtung Metz kommend die Vogesen überquerte und über Horburg und Argentovaria hier das Rheinufer erreichte. Diese Straße kreuzte sich mit der am linken Rheinufer angelegten, von Nord nach Süd verlaufenden Limesstraße. Zusammen mit den Besatzungen in Argentovaria, Horbourg und der des Kastells auf dem Sponeck sollte die Breisacher Garnison in erster Linie diese Straßen überwachen und instand halten. Zusätzlich spielte der Rhein zur damaligen Zeit als Verkehrsweg eine große Rolle. Aufgrund seiner herausgehobenen Lage direkt am Strom kontrollierte die Kastellbesatzung wohl auch den Schiffsverkehr. Vermutlich existierte bei Breisach auch eine Rheinbrücke.

## Forschungsgeschichte
Gut erforscht ist nur das Areal zwischen dem Münster und dem Rathaus, das sind etwa 15 % des Münsterbergplateaus. Zahlreiche Kleinfunde zeugen von einem teilweise wohl luxuriösen Lebensstil seiner Bewohner. Die ersten bekannt gewordenen Bodenfunde kamen vor 200 Jahren ans Tageslicht. In der Nähe des Radbrunnens kam 1891 ein Hortfund aus römischen Kupfermünzen zum Vorschein. Im frühen 20. Jahrhundert erforschte der Prähistoriker Karl Gutmann die römischen Straßen rund um Breisach. 1914 kamen zwischen Amtsgericht und Pfarrhof römische Gefäßscherben ans Tageslicht, die aber – ohne sie vorher gründlich untersucht zu haben – mit dem Bauschutt kurzerhand wieder entsorgt wurden. Als einer der wenigen früheisenzeitlichen „Fürstensitze“ nördlich der Alpen wurde das Plateau ab den 1930er Jahren punktuell ergraben und erbrachte eine Vielzahl an Besiedlungsbefunden. Zwischen 1937 und 1938 suchte Rolf Nierhaus erstmals systematisch und nach wissenschaftlichen Methoden nach dem Kastell. In den Jahren 1969 und 1975 untersuchten Gerhard Fingerlin (Landesdenkmalamt) und Hans Bender den Fundplatz. Die zwei bisher größten Grabungskampagnen fanden zwischen 1980 und 1986 im Bereich der Kapuzinergasse und bei Bauarbeiten zur Erweiterung des Rathauses statt. Dabei konnten eine Vielzahl an späthallstatt- bzw. frühlatènezeitlichen und römischen Funden dokumentiert und ausgewertet werden. Von den etwa 1000 kg Fundmaterial aus insgesamt 127 Gruben und weiteren sonstigen Siedlungsstrukturen hatten die Keramikartefakte den größten Anteil. Bei den römerzeitlichen Funden handelt es sich vor allem um Importe aus den Provinzen des Mittelmeerraumes. 2005 bis 2007 gruben Hans Ulrich Nuber und Marcus Zagermann (Abteilung Provinzialrömische Archäologie der Universität Freiburg) auf dem Münsterberg.

## Entwicklung
Breisach kann auf eine sehr lange Siedlungsgeschichte zurückblicken. Die ersten menschlichen Spuren auf dem Plateau des Münsterberges reichen über 3000 Jahre bis in die Jungsteinzeit zurück. Für die Zeit um 1200 v. Chr. konnte eine größere Siedlung und Keramikfragmente der Urnenfelderkultur nachgewiesen werden. Während der keltischen Herrschaft über dieses Gebiet befand sich dort ein Fürstensitz der Sequaner, dessen Handelskontakte bis in den Mittelmeerraum reichten.

### Zeitenwende bis 3. Jahrhundert
Die Region um Breisach zählte wahrscheinlich schon seit 58 v. Chr. zum römischen Einflussgebiet, als Gaius Iulius Caesar die Germanen unter Ariovist bei Mühlhausen vernichtend schlug und sie aus dem Elsass vertrieb. Ab 15 v. Chr. wurden Rhein und Donau nach dem Alpenfeldzug des Augustus zur neuen Reichsgrenze.
Nach Aufgabe des obergermanisch-rätischen Limes zogen sich die Römer wieder hinter ihre alten Grenzen an Rhein und Donau zurück. Die Ufer des Oberrheins waren zur damaligen Zeit von dichten Auwäldern bedeckt und der Strom selbst verzweigte sich in mehrere, ständig ihren Lauf ändernden Nebenarme. Um die neue alte Grenze wirksam zu sichern, musste hier wieder eine Vielzahl an militärischen Einrichtungen und der dazugehörigen Infrastruktur aufgebaut werden. Eines davon war das Kastell auf dem Münsterberg. Bis dahin hatte der Mons Brisiacus bei der Grenzverteidigung noch keine nennenswerte Rolle gespielt. Spuren einer zivilen Besiedlung während der frühen oder mittleren Kaiserzeit konnten ebenfalls nicht gefunden werden. Falls es in der Umgebung des Münsterberges eine derartige Siedlung gegeben hat, kann sie nur regional von Bedeutung gewesen sein. Nach den ersten großen Alamanneneinfällen um 260, errichteten die Römer auf dem leicht zu verteidigenden Plateau zunächst nur eine provisorische Befestigung.

### 4. bis 5. Jahrhundert
Unter Konstantin I. wurde sie in der ersten Hälfte des 4. Jahrhunderts zu einem größeren Kastell ausgebaut. In der Mitte des 4. Jahrhunderts brannten es die Alamannen nieder, es wurde danach aber rasch wieder instand gesetzt. Im späten 4. Jahrhundert war eine umfassende Reorganisation und Verstärkung der Grenzverteidigung notwendig geworden, da die Alamannen unter ihrem Heerführer Rando 368 sogar die Provinzhauptstadt der Germania I, Mogontiacum, überfallen und ausgeplündert hatten.
Dies erfolgte durch den Neubau und der Verstärkung von Wachtürmen (am Hochrhein), kleinen burgi und Kastellen unter Kaiser Valentinian I. (364–375 n. Chr.) Auch der Umbau des konstantinischen Kastells, von wo aus der Herrscher des westlichen Reichsteiles im Jahr 369 vermutlich persönlich die Baumaßnahmen an diesem Limesabschnitt organisierte, erfolgte zu dieser Zeit. Um 370 wurden nachgewiesenermaßen in der Provinz Maxima Sequanorum einige Neubauten für den Donau-Iller-Rhein-Limes in Angriff genommen, so z. B. in Koblenz und Etzgen im Aargau (zwei Wachtürme mit Bauinschriften,) Aegerten-Isel und Aegerten-Bürglein (AG). Aus dem Geschichtswerk des Ammianus Marcellinus geht hervor, dass Valentinian mit großen persönlichen Einsatz die Baumaßnahmen am Rheinlimes überwachte. Infolgedessen kann Breisach als einziger Römerort in Baden-Württemberg einen sicher belegten Aufenthalt eines der bedeutendsten Kaiser der Spätantike für sich in Anspruch nehmen. Als Valentinian für wenige Tage am Mons Brisiacus sein Hauptquartier aufschlug, avancierte das Kastell zum Residenz und Verwaltungssitz und somit zum Mittelpunkt des weströmischen Reiches. Von hier aus erließ Valentinian am 30. August 369 ein an den Prätorianerpräfekt Sextus Petronius Probus gerichtetes Reskript (Rückantwort), in dem er seinen Hofbeamten (palatini) ihre Ruhestandsbezüge in vollem Umfang bestätigte. Offenbar verfügte das Kastell über die nötige Infrastruktur, um einen ganzen Hofstaat versorgen und beherbergen zu können. Heute besteht in der Fachwelt kein Zweifel mehr daran, dass der Kaiser und sein engeres Gefolge (comitatus) im Praetorium untergebracht waren.
Nach Abzug der römischen Armee und anschließender Besetzung durch die Alamannen in der Zeit nach 400 wurde das Kastell teilweise zerstört. Möglicherweise war es auch Schauplatz einer Episode der Hamelungen- oder Nibelungensage. Zur Zeit Attilas herrschte angeblich ein König namens Amelung von der „Fritaliburg“ aus über die Rheinebene. Um die Mitte des 5. Jahrhunderts gelangte das Kastell vermutlich in den Besitz eines fränkischen Königs.

### Nachrömische Zeit
938 wird Heinrich der Zänker auf dem Münsterberg von den Truppen Kaiser Ottos I. belagert und der Ort in den zeitgenössischen Chroniken als castellum munitissimum (= eine besonders stark befestigte Burg) bezeichnet, was bedeuten könnte, dass zumindest die Kastellmauern zu dieser Zeit noch intakt waren. Eventuell diente es noch bis in die zweite Hälfte des 13. Jahrhunderts in Krisenzeiten als Rückzugsort für die im Umland siedelnde Bevölkerung.

## Kastell
Vom Kastell sind heute oberirdisch keine Reste mehr sichtbar. Es bestand vermutlich von der ersten Hälfte des 4. Jahrhunderts bis in das frühe 5. Jahrhundert. Für die römischen Kastelle am Oberrhein unüblich, befand sich das Lager auf einer markanten Höhenlage mit guter Fernsicht in alle Himmelsrichtungen. Ähnlich wie beim Kastell in Kellmünz/Caelius Mons handelte es sich um eine Fortifikation mit Massivmauer (vgl. Schildmauer) an der von Natur aus ungeschützten Seite und einer relativ schmalen Mauer mit in unterschiedlichen Abschnitten aufgestellten Zwischentürmen entlang der Steilhänge. Die Anlage hatte weiters einen unregelmäßigen, weitgehend dem 500 m × 200 m großen Bergplateau angepassten Grundriss, nahm dessen gesamte Südhälfte ein und bedeckte eine Fläche von ungefähr drei Hektar.

### Umwehrung
Nordmauer: Diese 200 m lange und vermutlich drei Meter breite und acht Meter hohe Mauer verlief von West nach Ost, etwa 130 m südlich vom Standort des Radbrunnenturmes entfernt. Sie riegelte die höchste Erhebung des Münsterbergplateaus in seiner ganzen Breite gegen den einzigen Zugang von Norden her ab. Von ihr waren nur mehr die direkt auf dem gewachsenen Lößboden aufsitzenden, 3,30 m breiten Fundamente erhalten geblieben. An der Westseite lagen sie 1,80 m bis 2 m unter dem heutigen Straßenniveau, an der Ostseite waren nur mehr die Fundamentgräben nachweisbar. Sie bestanden aus vermörtelten Sand- und Vulkanbruchsteinen, die vermutlich aus Steinbrüchen vom nahegelegenen Kaiserstuhl oder dem Münsterberg selbst gewonnen worden waren. Zum Bau der Nordmauer wurde auch Abbruchmaterial herangezogen wie z. B. Dachziegelbruch/tegulae. Der Mörtel bestand aus Kalk, vermischt mit Kieselsteinen. Unter dem Fundament stieß man auf unregelmäßig gesetzte, 1,3 m lange (DM 15 cm bis 20 cm), runde oder quadratische Holzpflöcke, die paarweise in einem Abstand von 55 cm bis 90 cm in den Lößboden gerammt worden waren.
Hangbegleitende Mauern: Sie waren mit einer Breite von 1,9 m bis zwei Meter deutlich weniger massiv als die Nordmauer konstruiert, da von den steil abfallenden Süd-, West- und Ostseite des Münsterhügels aus keine Angriffe zu befürchten waren. Bei Grabungen anlässlich eines Hotelneubaues konnte ein Teilstück noch auf einer Länge von 14 m nachverfolgt werden. Im Süden war hingegen nichts mehr erhalten geblieben, ihr Verlauf konnte nur anhand von Abarbeitungsspuren im Fels erkannt werden.

### Türme und Kastelltor
An der Nordfront konnte ein quadratischer, an der Vorderseite vermutlich halbrunder, 4,15 m breiter Zwischenturm (Hufeisenturm) mit 5,50 m dicken Mauern nachgewiesen werden. Er sprang nach außen um 1,90 m, nach innen 0,30 m vor. Mit ziemlicher Sicherheit standen an der Nordmauer noch weitere dieser Türme. Am Ostrand des Münsterplatzes gelang 1969–1970 der Nachweis eines weiteren Hufeisenturmes. Im direkt gegenüber, im Westen des Plateaus, stand wahrscheinlich ein baugleiches Exemplar. Die Türme waren aber vermutlich nicht exakt im selben Abstand an den Mauern aufgereiht.
Im Zentrum der Nordmauer (Radbrunnenstraße) konnte das Kastelltor teilweise – bzw. seine westliche Torwange – ergraben werden. Ihre Länge betrug 8,20 m. Sie war abschnittsweise noch bis zu einer Höhe von einem Meter erhalten. Das Tor ist in seiner Konstruktion mit dem von Kastell Altrip vergleichbar.

### Wehrgräben
Als Annäherungshindernisse waren vor der Mauer zwei Sohlgräben angelegt worden. Die Breite der Berme war – im Gegensatz zu vergleichbaren Anlagen – gering und betrug nur 8 m bis 8,50 m. Der innere Graben war ungefähr 11 m bis 13 m breit und vier Meter tief. Nach ca. vier Meter schloss sich ein zweiter, etwas schmälerer, etwa neun bis zehn Meter breiter Graben an. Die Abmessungen waren nicht exakt bestimmbar, da die Gräben z. T. in den gewachsenen Fels eingetieft worden waren. Möglicherweise existierte auch direkt vor der Kastellmauer noch ein kleinerer Graben, dies ist aber noch umstritten.

### Innenbebauung
Das Niveau der Innenfläche wurde durch Schuttauffüllungen künstlich angehoben. Ein natürlicher Einschnitt, der das Plateau ursprünglich in zwei Hälften teilte, war schon von den keltischen Siedlern der La-Tène-Zeit verfüllt worden. An der Westmauer konnten die Reste von zwei Anbauten beobachtet werden. Die nord-südlich verlaufende Lagerhauptstraße führte vom Praetorium direkt zum Nordtor und setzte sich außerhalb der Kastellmauern in der heutigen Radbrunnenallee fort.
Praetorium: Der Innenbereich wurde von einem ca. 1500 m² großen, repräsentativen Gebäude im äußersten Süden des Plateaus beherrscht. Seine Fundamentreste erstreckten sich über den gesamten Vorplatz des Münsters St. Stephan. Laut Hans Ulrich Nuber handelte es sich dabei um ein sogenanntes Praetorium, ein Verwaltungs- und Unterkunftsgebäude für Staatsfunktionäre, in dem mit ziemlicher Sicherheit auch Kaiser Valentinian I. – während seines mehrtägigen Aufenthaltes im Kastell – untergebracht war. Es ist heute zum größten Teil vom Münster überbaut. Der Gebäudekomplex gliederte sich in zwei Teile. Die Räume des mehrstöckigen Haupttraktes gruppierten sich an drei Seiten um einen kleinen Innenhof, der im Norden durch eine Mauer mit Durchlass abgeschlossen wurde. Der zweite Teil bestand aus einem zweiten, etwas nach Westen versetzten Hof, der im Osten von einem eingeschossigen größeren und im Westen von einem kleineren Gebäude begrenzt wurde. Im Norden wurde er wiederum von einer Mauer mit Durchgangstor abgeschlossen, durch das man das Praetorium selbst und ein kleines Bad betreten konnte.

## Garnison

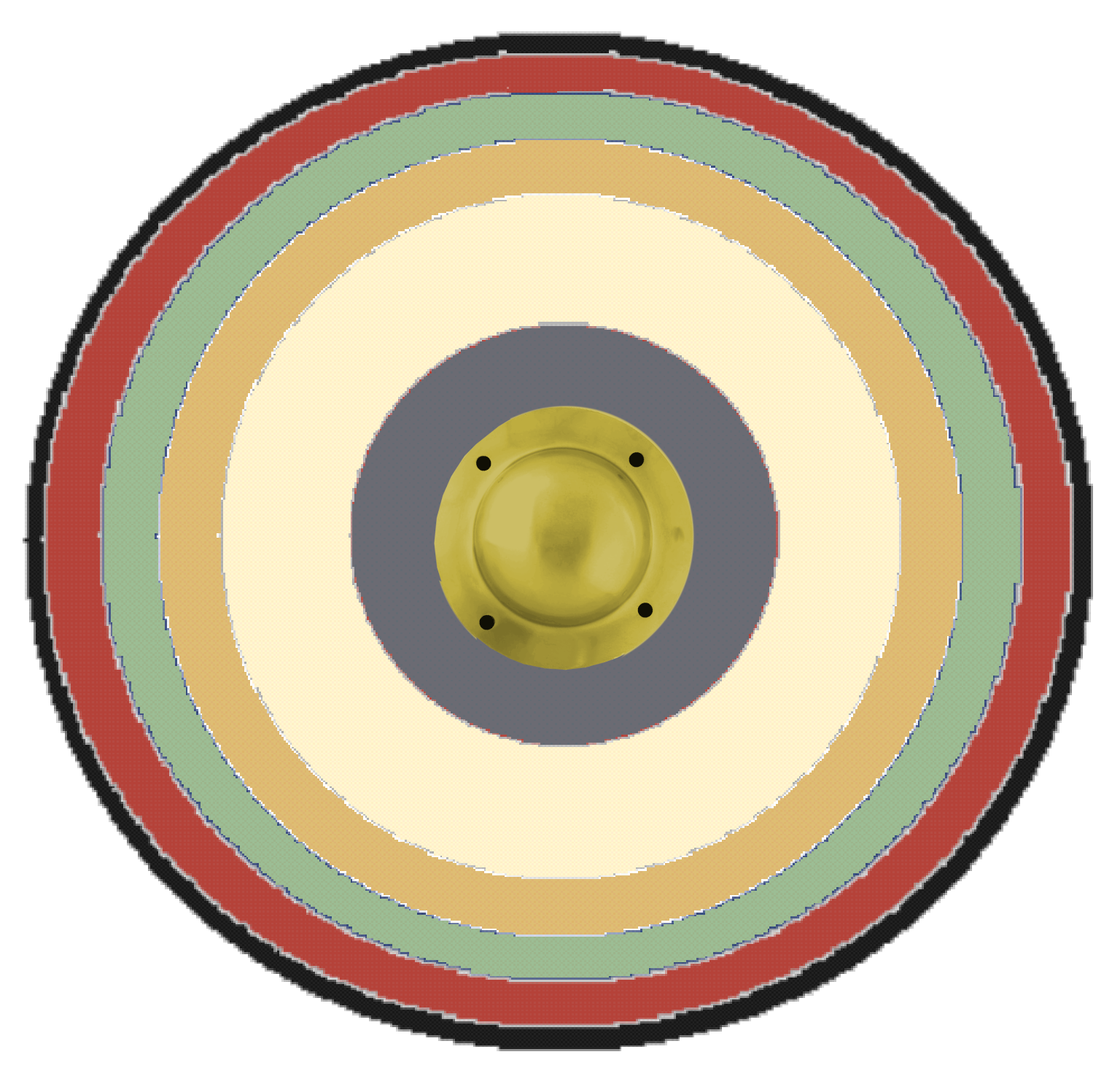
Notitia Dignitatum Occ., Truppenliste des Magister peditum: Schildzeichen der Brisigavi seniores, eine Auxilia-Palatina-Einheit der weströmischen Armee

Für den Bau des Kastells waren vermutlich Soldaten aus den Kastellen Castrum Rauracense/Kaiseraugst und Argentorate/Straßburg abkommandiert worden, wie in Breisach aufgefundene Ziegelstempel annehmen lassen. 1853 berichtet Heinrich Meyer vom Fund eines Ziegelstempels der in Mainz stationierten Legio XXII Primigenia. Die Legio I Martia ist in der ersten Hälfte des 4. Jahrhunderts – als für den Abschnitt am Hochrhein zuständige Grenzschutztruppe – ebenfalls durch Ziegelstempel belegt. Das Lager war vermutlich mit einer Vexillation dieser Legion bemannt worden, die zur Armee des für diesen Grenzabschnitt (tractus) zuständigen Dux provinciae Sequanicae zählte. Im frühen 5. Jahrhundert stand die Garnison möglicherweise unter dem Befehl des Comes tractus Argentoratensis. Keramikfunde lassen auf die Anwesenheit alamannischer Söldner schließen. Aus der Notitia Dignitatum sind auch zwei Auxiliareinheiten; die
- Brisigani seniores, in Hispanien (Armee des Comes Hispaniarum) stationiert und die
- Brisigani iuniores, die in Italien in Garnison lagen,

bekannt. Sie dürften zwischen 395 und 398 unter Kaiser Honorius aufgestellt worden sein und sich zum größten Teil aus Kriegern der Breisgau-Alamannen zusammengesetzt haben. Es waren möglicherweise Abkömmlinge jenes Truppenkontingentes, das die Alamannenkönige Gundomadus und Vadomarius nach der verlorenen Schlacht von Argentorate, 357, der römischen Armee zur Verfügung stellen musste. Im Jahre 1843 entdeckte man in den Fundamenten eines Hauses eine römische Grabinschrift die für den Soldaten Saturninus gesetzt worden war. Die Altersangabe ist vermutlich unvollständig, der Teil, der die Truppenzugehörigkeit angibt, fehlte. Der Stein ist heute verschollen.

## Denkmalschutz
Das Bodendenkmal ist ein eingetragenes Kulturdenkmal im Sinne des Denkmalschutzgesetzes des Landes Baden-Württemberg. Nachforschungen und gezieltes Sammeln von Funden sind genehmigungspflichtig, Zufallsfunde an die zuständigen Behörden zu melden.

## Hinweis
Die für den gesamten Oberrhein bedeutende Geschichte des römischen Breisachs wurden in der jüngsten Vergangenheit im Museum für Stadtgeschichte (Museum im Rheintor) durch Neugestaltung der Römerausstellung etwas mehr in den Vordergrund gestellt. Diese wurde dabei wesentlich erweitert, mit zahlreichen neuen Funden bestückt und neu konzipiert. In der neuen Ausstellung wird deutlich, dass das spätrömische Kastell von Breisach nicht ausschließlich für militärische Zwecke, sondern als Verkehrsknotenpunkt am Oberrhein auch für die Reichsverwaltung einige Bedeutung hatte.